# Тейлор, Отис
Отис Тейлор (англ. Otis Taylor; 30 июля 1948, Чикаго) — американский блюзовый исполнитель. Лауреат премии Blues Music Awards 2009 года в категории «банджо».

## Биография
Родился в 1948 году в Чикаго, вскоре его семья переехала в Денвер, где он провёл своё детство. Уже в раннем возрасте Тейлор умел играть на банджо, но его отец хотел, чтобы Отис стал джазовым музыкантом, поэтому он начал изучать гитару и губную гармонику. До 1977 года Отис Тейлор выступал вместе с разными джазовыми группами в Европе и Америке. Затем он забросил музыкальную карьеру, начав заниматься торговлей антиквариатом. В 1995 году Тейлор вернулся к музыке, и выпустил за пятнадцать лет творчества 11 альбомов на разных лейблах.
Его песни вошли в саундтреки к фильмам Стрелок и Джонни Д.

## Дискография
- 1996 — Blue-Eyed Monster
- 2000 — When Negroes Walked the Earth
- 2001 — White African
- 2002 — Respect the Dead
- 2003 — Truth Is Not Fiction
- 2004 — Double V
- 2005 — Below the Fold
- 2007 — Definition of a Circle
- 2008 — Recapturing the Banjo
- 2009 — Pentatonic Wars and Love Songs
- 2010 — Clovis People, Vol. 3
- 2012 — Contraband
- 2013 — My World Is Gone
- 2015 — Hey Joe Opus Red Meat
- 2017 —  Fantasizing About Being Black[1]